# Кіпибіда Зіновій Михайлович
Зіновій Михайлович Кіпибіда (нар. 11 жовтня 1953, с. Чернихівці, Україна) — український письменник-гуморист, журналіст, художник. Член НСЖУ (1983), НСПУ (2003).

## Життєпис
Зіновій Михайлович Кіпибіда народився 11 жовтня 1953 року в с. Чернихівці Збаразького району Тернопільської області, тоді УРСР.
Закінчив Вижницьке училище декоративно-прикладного мистецтва (1974, нині коледж), Тернопільський приладобудівний інститут (1985, нині Тернопільський національний технічний університет).
Працював художником у НВО «Ватра», ПМП «Юля».
Голова крайового літературного об'єднання при Тернопільській обласній організації Національної спілки письменників України (1998—2004), член Галицько-Волинського братства (від 1993).

## Доробок
Автор збірок прозових сатиричних і гумористичних творів, серед яких:
- «Граннувель. Велика новина» (Тернопіль, 1993),
- «Кому дулярів?» (Тернопіль, 1996),
- «Stop Європа» (Тернопіль, 2001),
- «Голоблі на Європу» (Тернопіль, 2003),
- «Секс як кекс» (Збараж, 1997),
- «Stop Європа» (Тернопіль, 2001),
- «Голоблі на Європу» (Тернопіль, 2003),
- «Бомба Нострадамуса» (Тернопіль, 2007),
- «Віват, Америко!» (Тернопіль, 2010) та інших.

Автор численних публікацій у періодичних виданнях, альманахах, колективних збірниках.
Автор меморіальної дошки письменнику Іванові Демчишину в с. Старий Нижбірок Гусятинського району.